# ديف بومان
ديف بومان (بالإنجليزية: David Bowman)‏ هو مدرب كرة قدم ولاعب كرة قدم بريطاني، ولد في 10 مارس 1964 في رويال تونبريدج ولز ‏ في المملكة المتحدة. شارك مع منتخب اسكتلندا لكرة القدم. أما مع النوادي، فقد لعب مع دندي يونايتد وريث روفرز وكوفنتري سيتي وهارت أوف ميدلوثيان.

## مسيرته الكروية
لعب ديف بومان خلال مسيرته الاحترافية مع 4 أندية في سبعة عشر موسمًا وسجل خلالها 13 هدفًا ضمن 446 مباراة. حيث فاز في موسم واحد بالكأس ولم يفز بأي دوري.
خاض ديف بومان مسيرته مع نادي كوفنتري سيتي في موسم 1984–85 ولمدة موسمين، مشاركًا في 40 مباراة سجل خلالها هدفين. ثم انتقل إلى نادي دندي يونايتد في موسم 1986–87 ليلعب معه اثنا عشر موسمًا، حيث شارك في 336 مباراة سجل خلالها 9 أهداف. لينتقل بعدها إلى نادي ريث روفرز في موسم 1998–99 لمدة موسم واحد، مشاركًا في 26 مباراة ولم يسجل أي هدف. ثم انتقل إلى فورفار أثلتيك ‏ في موسم 2000–01 ولمدة موسمين، مشاركًا في 44 مباراة سجل خلالها هدفين.

## وصلات خارجية
- ديف بومان على موقع الاتحاد الدولي (مؤرشف)  (الإنجليزية)
- ديف بومان على موقع قاعدة بيانات كرة القدم.إي يو (الإنجليزية)
- ديف بومان على موقع ناشيونال فوتبول تيمز (الإنجليزية)
- ديف بومان على موقع Soccerbase.com (لاعب) (الإنجليزية)